# Christine Kuby
Christine Kuby (* 1957) ist eine ehemalige deutsche Terroristin in der Rote Armee Fraktion. Sie wurde am 21. Januar 1978 in Hamburg festgenommen und verbüßte bis zu ihrer vorzeitigen Entlassung 1995 eine lebenslange Freiheitsstrafe wegen versuchten Mordes.

## Leben
Die Tochter des Pfarrers Alfred Hans Kuby in Enkenbach lebte in den 1970er Jahren in einer Wohngemeinschaft in Kaiserslautern. Kuby gehörte zu einer Gruppe „Antifaschistischer Kampf“, welche die RAF unterstützte. Im Sommer 1977 ging sie ebenso wie Gert Schneider, auch ein Mitglied dieser Gruppe, in den Untergrund. Neben Kuby und Schneider stammten die RAF-Mitglieder Elisabeth von Dyck sowie Detlev und Brigitte Schulz aus Enkenbach.
Kuby war an den Vorbereitungen des misslungenen Raketenwerfer-Anschlages auf das Gebäude der Bundesanwaltschaft in Karlsruhe am 25. August 1977 beteiligt. Sie gehörte zu den zwanzig Akteuren der RAF, die Anfang September 1977 in der Illegalität lebten. Sie mietete eine konspirative Wohnung an, in der sie sich bis Oktober 1977 mit Silke Maier-Witt, Monika Helbing, Knut Folkerts, Elisabeth von Dyck, Susanne Albrecht und Ingrid Siepmann aufhielt. Während und unmittelbar nach der Schleyer-Entführung hielt sie sich zeitweilig mit anderen RAF-Mitgliedern wie Monika Helbing, Brigitte Mohnhaupt, Susanne Albrecht, Peter-Jürgen Boock und Schneider in Bagdad auf, wo die Volksfront zur Befreiung Palästinas Ausbildungslager unterhielt.
Nach der Rückkehr der RAF-Mitglieder um Mohnhaupt nach Paris wurde Kuby am 21. Januar 1978 festgenommen, als sie in einer Hamburger Apotheke versuchte, mit gefälschtem Rezept Schmerzmittel für den drogensüchtigen Boock zu beschaffen. Der Apotheker wurde beim Anblick des Rezeptes misstrauisch und alarmierte die Polizei, welche zwei Beamte zur Apotheke ausrücken ließ. Während der Verhaftung eröffnete Kuby das Feuer auf die Polizeibeamten und verletzte einen von ihnen schwer; letzterer überlebte schlussendlich nur, weil die Kugel der Waffe in einem metallenen Notizblock stecken blieb, welchen der Polizeibeamte in der Brusttasche trug. Selbst wurde auch sie von zwei Schüssen getroffen, die ohne schwerwiegende Folgen blieben.
Am 2. Mai 1979 wurde Kuby vom OLG Hamburg wegen versuchten Mordes an zwei Polizisten zu einer lebenslangen Freiheitsstrafe verurteilt, die sie überwiegend in JVA Lübeck in Isolationshaft verbüßte. Im Januar 1993 wurde ihre vorzeitige Haftentlassung abgelehnt. Nach Haftunterbrechung wegen medizinischer Behandlung wurde Kuby am 22. Februar 1995 vorzeitig aus der Haft entlassen und der Rest der Freiheitsstrafe für fünf Jahre zur Bewährung ausgesetzt.
Kuby gehörte 1992 zu den Gegnern der neuen Linie des Gewaltverzichts der RAF. Sie ließ sich nach ihrer Haftentlassung in Hamburg nieder.